# Chattanooga (Oklahoma)
Chattanooga es un pueblo ubicado en los condados de Comanche y Tillman en el estado estadounidense de Oklahoma. En el año 2010 tenía una población de 461 habitantes y una densidad poblacional de 354,62 personas por km². Se encuentra pocos kilómetros al norte del río Rojo que lo separa de Texas.

## Geografía
Chattanooga se encuentra ubicado en las coordenadas 34°25′23″N 98°39′18″O / 34.42306, -98.65500 (34.423012, -98.655030).

## Demografía
Según la Oficina del Censo en 2000 los ingresos medios por hogar en la localidad eran de $26,944 y los ingresos medios por familia eran $38,750. Los hombres tenían unos ingresos medios de $24,545 frente a los $19,821 para las mujeres. La renta per cápita para la localidad era de $12,989. Alrededor del 13.2% de la población estaban por debajo del umbral de pobreza.